# Filopapos

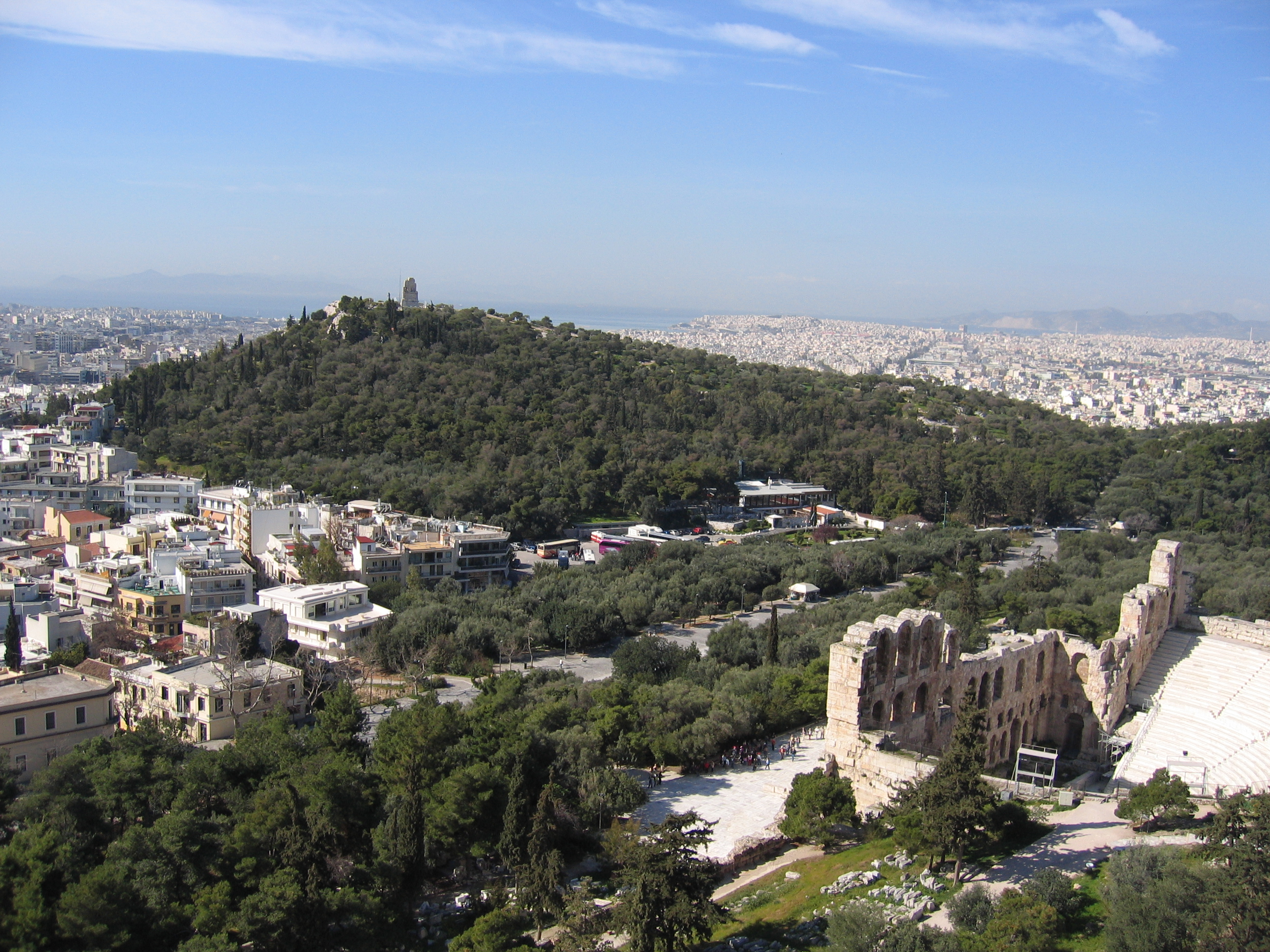
Colina y monumento de Filopapos, con el odeón de Herodes Ático a la derecha

Filopapos o Filopapo es una colina situada en el centro de Atenas, a corta distancia de la Acrópolis, e integrada dentro del conjunto unificado que forman ésta, el Areópago, el Ágora Antigua, la colina de las Ninfas (Ninfeon) -divinidades femeninas de la naturaleza-, la colina de Museo y Pnyx. La cima ofrece una excelente vista de la Acrópolis y de Atenas, El Pireo y el Golfo Sarónico. El Filopapos, con el monumento homónimo en la cumbre, es uno de los rasgos más visibles en una panorámica de la ciudad de Atenas.

## Descripción

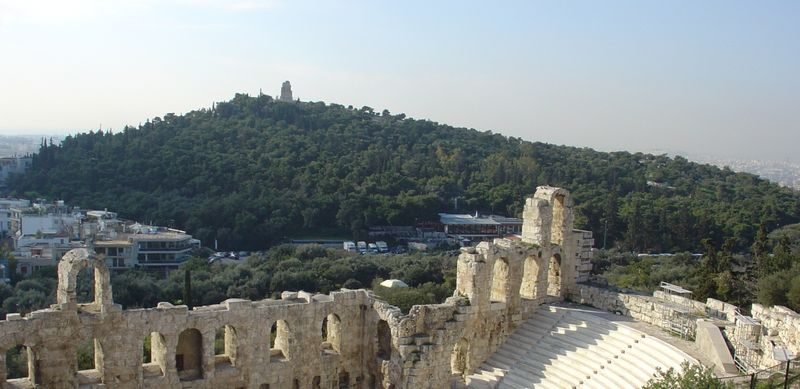
La colina de Filopapos vista desde la Acrópolis.

De 147,40 metros de altura, formaba parte de las fortificaciones de la ciudad antigua. En el trascurso del periodo  helenístico se establecieron en ella guarniciones macedonias: la primera vez tras a conquista de Atenas por Demetrio Poliorcetes en 294 a. C. La toma de la colina por los atenienses fue uno de los hechos más relevante de la revuelta ciudadana contra este rey en 287 a. C.
Situada enfrente de la Acrópolis, fue con frecuencia utilizada por los asediadores durante los sitios de la fortaleza, como el que llevó a cabo Francesco Morosini en 1687, y el de la Guerra de independencia de Grecia.

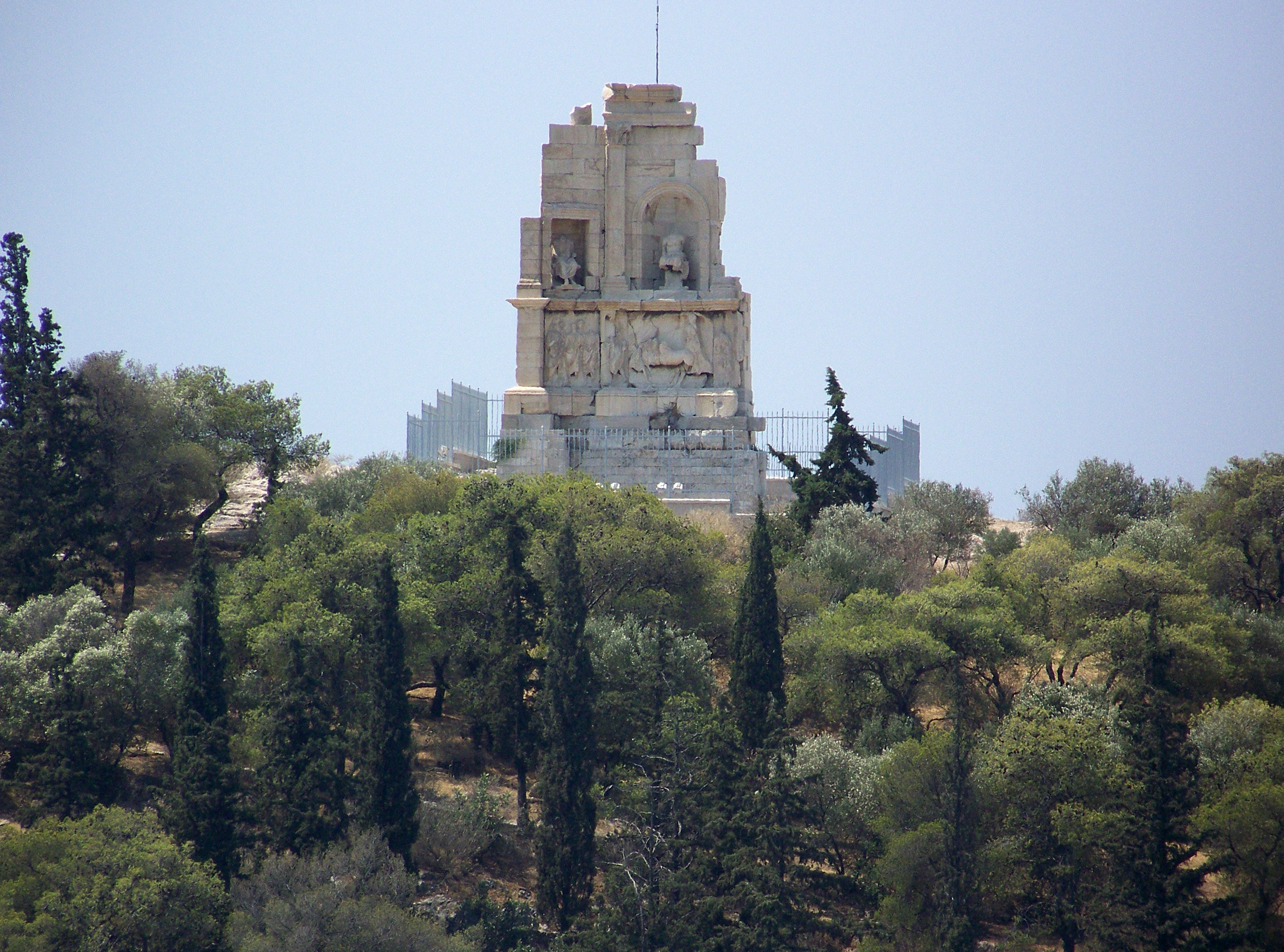
Monumento a Filopapos, en la cima de la colina Filopapos.

Además de un agradable parque arbolado, con muchos y sombreados caminos, en el Filopapos se encuentran varios restos arqueológicos y lugares de interés:
- La iglesia bizantina de San Demetrio Lumbardiaris, del siglo XVI.
- Varias habitaciones excavadas en la roca, tradicionalmente conocidas como "prisión de Sócrates".
- El monumento de Filopapos, un monumento funerario construido entre 114 y 116, en honor de Julio Antíoco Filopapos. Está construido en mármol blanco del Pentélico y contiene varios conjuntos escultóricos bien conservados.[1]